# Аскелёф, Юхан Кристофер
Юхан Кристофер Аскелёф (1787—1848) — шведский издатель и публицист XIX века.

## Биография
Юхан Кристофер Аскелёф родился 13 февраля 1787 года на юге Швеции в провинции Сконе.
Образование получил в Лундском университете, по окончании которого в 1805 году со степенью доктора философии поступил в королевскую канцелярию в столице Швеции городе Стокгольме.
Публицистическое поприще он начал изданием еженедельной газеты на шведском языке «Polyfem» (1809—1812), которая преимущественно ратовала против шведской Академии и классицизма во французском вкусе. Аскелёф следовал за штаб-квартирой кронпринца, в 1813—1814, в качестве гражданского чиновника.
По окончании войны под руководством президента Бильберга занимался ликвидацией в местностях, где стояли шведские войска, а позже, начиная с 1819 года, ему поручено было регулирование померанских уделов.
В то же время он издавал журнал «Lifvet och Döden» (1815—1816), а вместе с графом Шверином и генеральным директором Ливийном — другое политическое периодическое издание: «Läsning till utbredande of me dborgerliga Kunskaper» (1816—1817).
В 1829 году Юхан Кристофер Аскелёф начал издание еженедельной газеты «Den objudne Gästen», которое с 1830 года выходило под именем «Svenska Minerva» до самой его смерти. Газета всегда боролась с либеральным движением, представителем которого был «Aftonbladet». Начиная с 1840 года, когда власть перешла в руки либерального министерства, и Аскелёф находился в рядах оппозиции.
Юхан Кристофер Аскелёф скончался 12 июня 1848 года. В некрологе он рассматривается как один из 1800 наиболее талантливых издателей. Значительная коллекция писем и Аскелёфа была приобретена после его смерти Королевской библиотекой.
В конце XIX — начале XX века на страницах Энциклопедического словаря Брокгауза и Ефрона о нём были написаны следующие слова:
Остроумие, ирония, полемическая ядовитость и прекрасный слог характеризуют его статьи.Аскелёф // Энциклопедический словарь Брокгауза и Ефрона : в 86 т. (82 т. и 4 доп.). — СПб., 1890—1907.